# میو یاماناکا
میو یاماناکا (انگلیسی: Mio Yamanaka؛ زادهٔ ۲۷ اکتبر ۱۹۹۵) بازیکن راگبی ۷ نفره زن اهل ژاپن است.